# Paus Gelasius II
Gelasius II, geboren als Giovanni de Gaeta (Gaeta, 1058 – Cluny, 29 januari 1119) was paus van 24 januari 1118 tot aan zijn overlijden in 1119. Gelasius was benedictijn in de abdij van Monte Cassino, adviseur van paus Paschalis II en kanselier van het Vaticaan.
Gelasius' pontificaat stond in het teken van de Investituurstrijd. Hij was tot paus gekozen zonder dat keizer Hendrik V daarin gekend was. Deze was hierover zeer ontstemd en kwam met zijn legers naar Rome. Gelasius was gedwongen te vluchten naar Gaeta, waar hij op 8 maart zijn pauswijding ontving. Hendrik V liet daarop nog op dezelfde dag Maurice Bourdin wijden tot tegenpaus onder de naam Gregorius VIII. De maand daarop sprak Gelasius officieel de ban uit over Gregorius en Hendrik. Toen Gelasius op 29 januari 1119 overleed, was het conflict nog niet beëindigd.
Gelasius is heilig verklaard. Zijn feestdag is op 29 januari.
Cursief: tegenpaus